# Renatus Njohole
Renatus Njohole (Dar es Salaam, 16 giugno 1980) è un ex calciatore tanzaniano, centrocampista del FC Bavois.